# Sebastian Conrad
Sebastian Conrad (Heidelberg, 19 de março de 1966) é um historiador alemão especializado em história global, história colonial, história da historiografia e história do leste asiático. Desde 2010 é professor de história moderna na Universidade Livre de Berlim.

## Biografia
Sebastian Conrad estudou história, estudos japoneses e economia em Bonn, Berlim, Osaka e Tóquio. De 1996 a 1999, desenvolveu seu doutorado, com bolsa apoiada pela Fundação Alemã de Pesquisa. Ele concluiu seu doutorado pela Universidade Livre de Berlim, com tese sobre como os historiadores japoneses e alemães escreveram, adaptaram e interpretaram a história de seus próprios países após a derrota na Segunda Guerra Mundial e o fim do fascismo. Por sua dissertação intitulada Auf der Suche nach der verlorenen Nation. Geschichtsschreibung in Westdeutschland und Japan, 1945–1960 (em português, Em Busca da Nação Perdida. Historiografia na Alemanha Ocidental e no Japão, 1945–1960) Conrad recebeu o prêmio de melhor dissertação da Ernst Reuter Society em 1999. De 1999 a 2005 foi membro da Young Academy da Academia de Ciências de Berlim-Brandenburg e da Academia Alemã de Ciências Naturais Leopoldina. Ocupou o cargo de assistente na Universidade Livre de Berlim, onde sehabilitou, e em 2001 foi convidado como professor visitante na École des Hautes Études en Sciences Sociales de Paris. Entre 2003 e 2007 foi professor júnior no Departamento de História da Universidade Livre de Berlim.
Em 2007, Conrad foi nomeado professor de história no Instituto Universitário Europeu de Florença e, ao mesmo tempo, também foi nomeado para uma cátedra de história moderna na Universidade de Berna. Como já havia aceitado a oferta de Florença e assumido o cargo, Conrad rejeitou a oferta da universidade suíça. É também, desde 2007, membro do comité de investigação LMUexcellent da Universidade de Munique. No mesmo ano, Conrad recebeu o Prêmio de Pesquisa Philip Morris, concedido pela última vez naquele ano. Em 2009 foi novamente professor visitante na École des Hautes Études en Sciences Sociales.
Em 2010, Conrad encerrou sua estada em Florença e retornou à Universidade Livre de Berlim como professor de história moderna. O fator decisivo para esta decisão foi a oportunidade de trabalhar em estreita colaboração com os institutos regionais da Universidade de Berlim. Ele também conseguiu estabelecer um programa de doutorado que conecta a Universidade Livre  de Berlim com diferentes universidades nos Estados Unidos e no Leste Asiático.
Em 2018, Conrad foi eleito membro da Academia Europaea  e da Academia de Ciências de Berlim-Brandenburg.

## Publicações

### Com tradução para o português
- ''O que é História Global?''. Edições 70. 2019. ISBN 978-9724421186

### Sem tradução para o português
- Auf der Suche nach der verlorenen Nation. Geschichtsschreibung in Westdeutschland und Japan, 1945–1960 (em português: Em busca da nação perdida. Historiografia na Alemanha Ocidental e no Japão, 1945-1960) (Estudos Críticos em História . Vol. 134). Vandenhoeck & Ruprecht, Göttingen 1999, ISBN 3-525-35798-2 (Também: Berlin, Free University, dissertação, 1999; Em inglês: The Quest for the Lost Nation. Escrevendo História na Alemanha e no Japão no Século Americano (= O Biblioteca de História Mundial da Califórnia. Traduzido por Alan Nothnagle. University of California Press , Berkeley CA et al.
- como editor com Jürgen Osterhammel: Das Kaiserreich transnational. Deutschland in der Welt 1871–1914 (em português: O Império Transnacional. Alemanha no mundo 1871-1914.) Vandenhoeck & Ruprecht, Göttingen 2004, ISBN 3-525-36733-3 .
- Globalisierung und Nation im Deutschen Kaiserreich (em português, Globalização e nacionalidade no Império Alemão). CH Beck, Munique 2006, ISBN 3-406-54965-9 (Em inglês: Globalização e a nação na Alemanha imperial. Traduzido por Sorcha O'Hagan. Cambridge University Press. Cambridge et al. 2010, ISBN 978-0-521- 17730-6 ).
- Deutsche Kolonialgeschichte (em português, História colonial alemã) (série Beck'sche 2448). CH Beck, Munique 2008, ISBN 978-3-406-56248-8 .
- Globalgeschichte. Eine Einführung (em português, História global. Uma introdução) (= série 6079 de Beck ). CH Beck, Munique 2013, ISBN 978-3-406-64537-2 .
- como editor com Akira Iriye e Jürgen Osterhammel: Geschichte der Welt. 1750–1870 (em português, História do Mundo. 1750-1870.) Caminhos para o mundo moderno. CH Beck, Munique 2016, ISBN 978-3-406-64104-6 .
- Die Königin. Nofretetes globale Karriere. (em português, A rainha. A carreira global de Nefertiti) Propyläen, Berlim 2024, ISBN 978-3-549-10074-5 .

## Ligações Externas
- Literatura de e sobre Sebastian Conrad (em alemão) no catálogo da Biblioteca Nacional da Alemanha
- Sebastian Conrad auf der Seite des Fachbereichs Geschichte der FU Berlin
- History on Tape – Interview with Sebastian Conrad auf youtube.com.